# Marisa Gallén Jaime
Marisa Gallén Jaime (Castelló, 1958) és una dissenyadora valenciana.
Va realitzar els seus estudis a l'Escola de Belles Arts de València. Juntament amb Sandra Figuerola Peiró (València, 1957) forma equip des del 1982. Van formar part del grup La Nave (1984-1990) i després de la seva dissolució van crear l'Estudi Ni juntament amb José Juan Belda i Luís Gonzàlez. El 1997 obren estudi propi. Malgrat dedicar-se principalment al disseny gràfic, han fet petites incursions en el disseny industrial, tèxtil i altres treballs on es combinen el disseny industrial i el disseny gràfic. Marisa Gallén ha exercit la docència a l'Escuela de Diseitio del CEU San Pablo de València i entre el 1998 i el 2001 va ser presidenta de l'Associació de Dissenyadors de la Comunitat Valenciana (ADCV). Entre les seves obres podem destacar la plàtera Diablo (1989), dissenyada per a Alessi. En 2019 va rebre el Premi Nacional d'Innovació i Disseny en la categoria de professional.
El Museu del Disseny be Barcelona conserva dissenys de Marisa Gallén. Així mateix, va ser una de les dissenyadores presents a l'exposició Som aquí. Les dones en el disseny 1900-avui, organitzada per aquest museu el 2023, que recuperava les dissenyadores pioneres dels anys 1960, 1970 i 1980 a Catalunya.